# Piethen
Piethen è una frazione della città tedesca di Südliches Anhalt, nella Sassonia-Anhalt.

## Storia
Già comune indipendente, Piethen fu aggregato alla città di Südliches Anhalt il 1º settembre 2010.